# 周詩 (萬曆甲戌進士)
周詩（1542年—1601年），字言志，號岱屏，山東濟南府德州人，明朝政治人物。

## 生平
萬曆元年（1573年）癸酉科山東鄉試第四十名，會試第一百九十一名，萬曆二年（1574年）聯捷甲戌科進士第三甲第二百零一名。萬曆六年（1578年）任南直隸金壇縣知縣，以外艱歸。復除元氏縣，調翼城县，擢升户部主事，十八年降任镇江府推官，官至太原府知府。为矿使所劾归里，萬曆二十九年卒，享年六十。

## 家族
曾祖父周政；祖父周祿；父周夢仁，曾任壽官。母馮氏。具庆下。兄周書。弟周憲。三子：呈岳、呈鼐、呈芝。